# Wojciech Pyzioł
Wojciech Jan Pyzioł (ur. 15 sierpnia 1947 w Krakowie) – polski prawnik, profesor zwyczajny na Wydziale Prawa i Administracji Uniwersytetu Jagiellońskiego w Krakowie. Były kierownik Katedry Prawa Gospodarczego Prywatnego UJ oraz Zakładu Prawa Bankowego UJ. Obecnie profesor Krakowskiej Akademii im. Andrzeja Frycza-Modrzewskiego.

## Życiorys
Absolwent II Liceum Ogólnokształcącego im. Króla Jana III Sobieskiego w Krakowie oraz Wydziału Prawa i Administracji UJ (1969). Od 1970 pracownik naukowo-dydaktyczny Wydziału, gdzie uzyskał doktorat (1976) oraz stopień doktora habilitowanego (1986) na podstawie dysertacji Umowa o kredyt bankowy. Tytuł naukowy profesora nauk prawnych uzyskał w 1997. W roku 2003 został mianowany na stanowisko profesora zwyczajnego Uniwersytetu Jagiellońskiego.
Członek Europejskiego Kolegium Doktoranckiego (Kraków-Heidelberg-Mainz), członek redakcji miesięcznika Prawo Bankowe, arbiter ad hoc Sądu Arbitrażowego przy Krajowej Izbie Gospodarczej w Warszawie.
Specjalizuje się w zakresie prawa bankowego, energetycznego, gospodarczego prywatnego, handlowego oraz prawa ubezpieczeniowego.
Prywatnie mąż prof. Anny Walaszek-Pyzioł.
Pod jego kierunkiem stopień doktora uzyskali między innymi: prof. Marek Michalski (1996), prof. Grzegorz Tracz (1997), prof. Arkadiusz Radwan (2003).

## Wybrane publikacje[5]
- W. Pyzioł, Rozdz. III. Czeki, w: System Prawa Prywatnego. Tom 18. Prawo papierów wartościowych, pod red. A. Szumańskiego, wyd. 3, Warszawa 2016, s. 337-418.
- W. Pyzioł, A. Szumański, I. Weiss, Prawo spółek, wyd. 2, Warszawa 2016.
- W. Pyzioł, Rozdz. V. Pożyczka, Rozdz. VII. Depozyt nieprawidłowy, Rozdz. VIII. Umowa rachunku bankowego, w: System Prawa Prywatnego. Tom 8. Prawo zobowiązań – część szczegółowa, pod red. J. Panowicz-Lipskiej, wyd. 2, Warszawa 2011.
- W. Pyzioł (red. i współautor.), Kodeks spółek handlowych. Komentarz, Warszawa 2008.
- W. Pyzioł, Umowa rachunku bankowego, Kraków 1997.
- W. Pyzioł, Umowa o kredyt bankowy, Kraków 1986.